# Asiatisk koel
Asiatisk koel (Eudynamys scolopaceus) är en asiatisk fågel i familjen gökar inom ordningen gökfåglar.

## Utseende och levnadssätt
Den asiatiska koeln är en 43 centimeter lång gök där hanen är helt grönsvart och honan bandat brunvit under och brun med vita fläckar ovan. Båda könen har gröna näbbar och röda ögon.

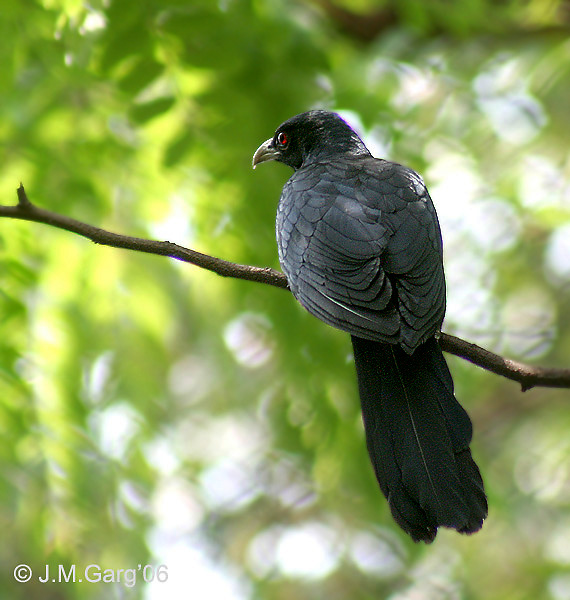
Hane i Kolkata, Indien.
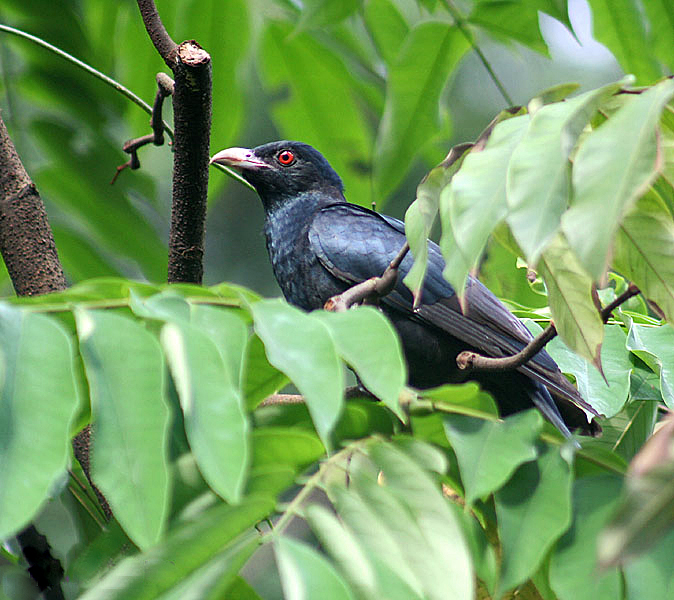
Hane i Kolkata, Indien.
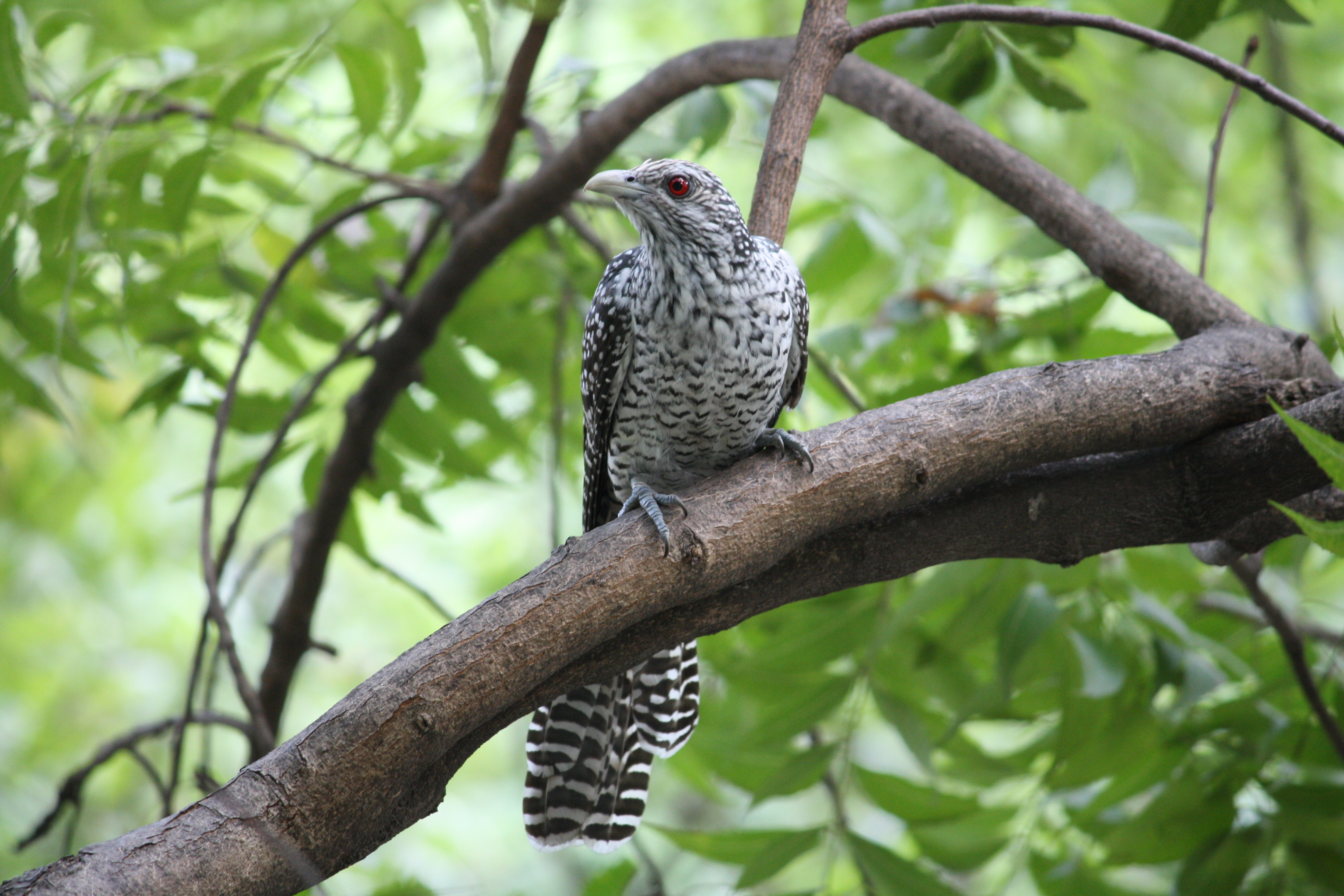
Hona i Chennai, Indien.
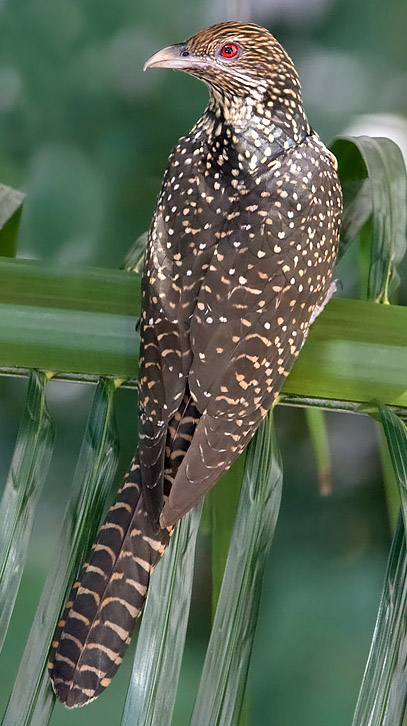
Hona.
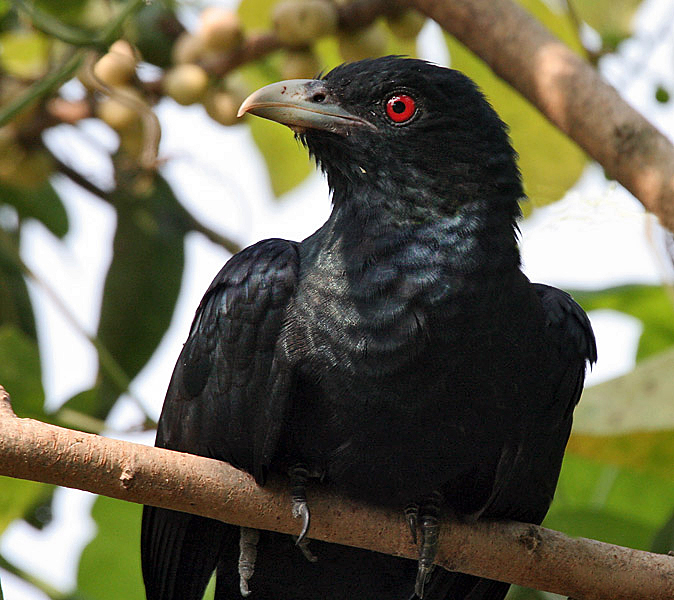
Hane i Kolkata, Indien.
- Lätet hos asiatisk koel.
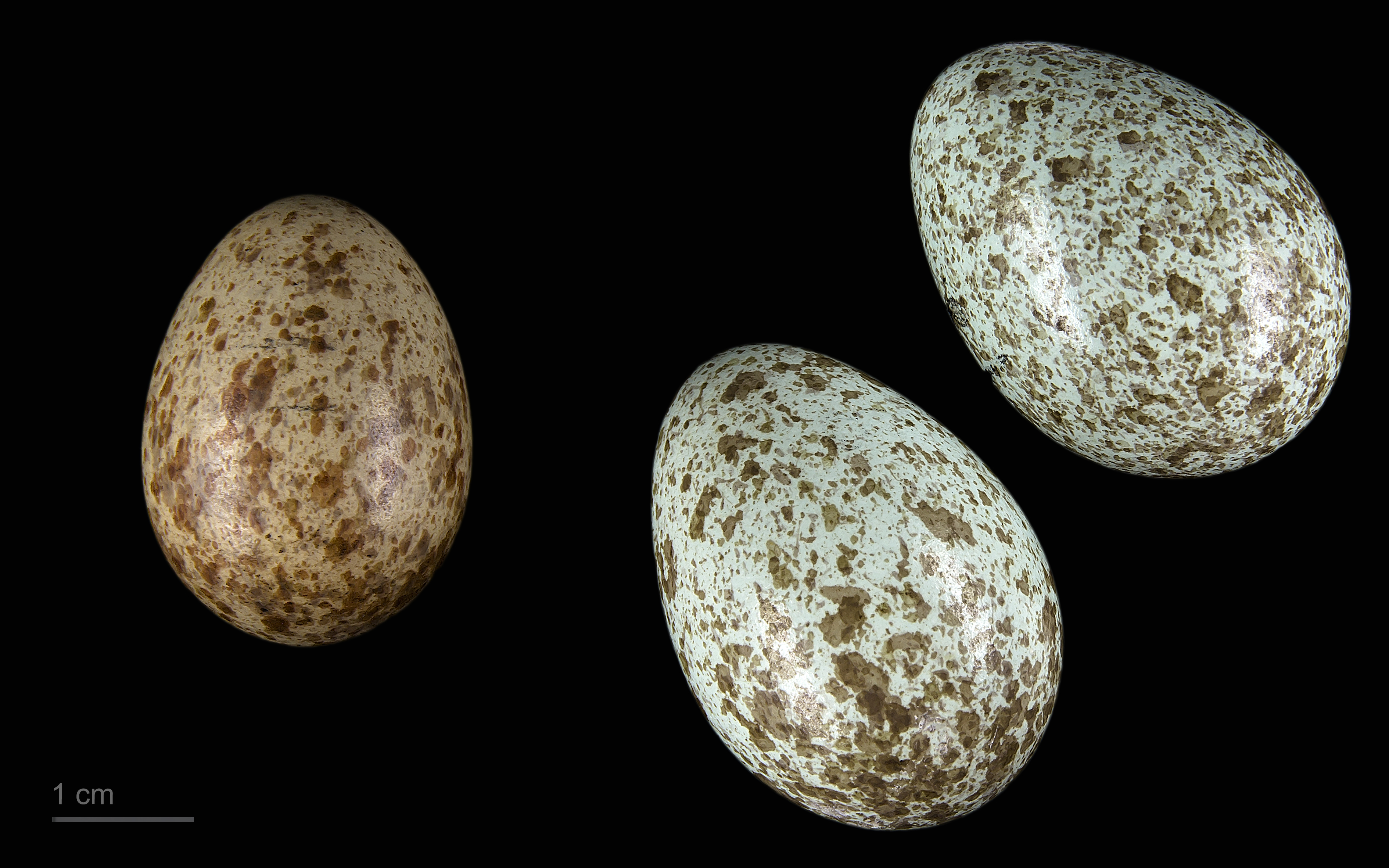
Eudynamys scolopaceus + Corvus splendens

## Utbredning och systematik

Utbredning av arterna i släktet, där svart är asiatisk koel, blått sulawesikoel och turkost australisk koel.

Asiatisk koel delas in i fem underarter med följande utbredning:
- E. s. scolopaceus – Nepal till Pakistan, Indien, Sri Lanka, Lackadiverna och Maldiverna
- E. s. chinensis – häckar i södra Kina och Indokina; övervintrar på Borneo
- E. s. harterti – Hainan i södra Kina
- E. s. malayanus (inklusive simalurensis[5]) – nordöstra Indien till Thailand, Malaysia, Sumatra, Borneo och Små Sundaöarna
- E. s. mindanensis (inklusive corvina och frater[5]) – Filippinerna (inklusive Palawan), Suluöarna, Sangihe, Siau, Ruang, Talaudöarna och norra Moluckerna

Arten är även en relativt vanlig men oregelbunden besökare i Oman. Den har även påträffats i Iran, Kuwait, Qatar, Förenade Arabemiraten och eventuellt Bahrain.

### Släktskap
Tidigare behandlades asiatisk och australisk koel (E. orientalis) som en och samma art. Numera skiljs de vanligen åt, men vissa för populationen i norra Moluckerna (corvina) till australisk koel istället.

## Levnadssätt
Asiatisk koel trivs i öppet skogslandskap, trädgårdar och jordbruksområden.

### Häckning

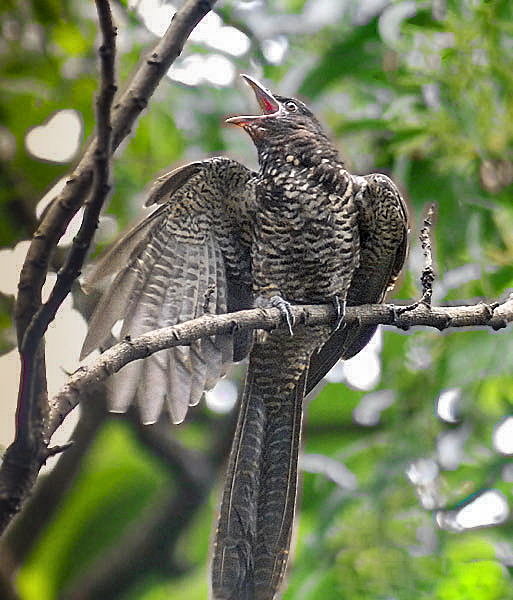
Ungfågel som tigger mat från huskråka..

Asiatisk koel är liksom många andra gökarter boparasit och lägger sitt enda ägg i bon av olika fågelarter, inklusive indisk djungelkråka, och  huskråka. En indisk studie visar att 5% av huskråkornas bon och 0,5% av djungelkråkorna är parasiterade av koeln. I Indien parasiterar de även på svartdrongo, skata och möjligen även orientgylling (Oriolus xanthornus), i Bangladesh på rostgumpad törnskata, brunmajna och huskråkor, medan i södra Thailand och på Malackahalvön har den skiftat från kråkor till majnor Acridotheres när de senare har blivit att vanligare.
Honan lägger vanligtvis ett eller två ägg, men så många som sju till elva har också noterats. Äggen kläcks inom tolv till 14 dagar och ungfågeln är sedan flygg efter 20-28 dagar. Olikt andra gökarter försöker inte ungfågeln döda värdfågelns ungar.

### Föda
Koeln är en allätare som intar olika former av insekter, ägg och små ryggradsdjur, men lever som vuxna mest av frukt. De kan ses försvara fruktträd och jaga bort andra fruktätare. Koeln har noterats vara särskilt viktig för att sprida fröna av sandelträdet Santalum album) i Indien. Den lever också av frukten från oleandern Cascabela thevetia som är giftig för många andra djur.

## Status och hot
Arten har ett stort utbredningsområde och en stor population med stabil utveckling och tros inte vara utsatt för något substantiellt hot. Utifrån dessa kriterier kategoriserar internationella naturvårdsunionen IUCN arten som livskraftig (LC). Notera dock att IUCN för fåglar i norra Moluckerna till australisk koel istället. Världspopulationen har inte uppskattats men den beskrivs som vanlig i större delen av utbredningsområdet, dock mindre vanlig i Stora Sundaöarna.